# Christiane Hansen (Illustratorin)
Christiane Hansen (* 1973 in Würzburg) ist eine deutsche Kinderbuch-Illustratorin aus Hamburg.

## Leben
Christiane Hansen studierte Illustration an der Fachhochschule Hamburg. Seitdem arbeitet sie als freiberufliche Illustratorin. 2003 erschien ihr erstes Kinderbuch, dem viele weitere für verschiedene Verlage folgten, darunter Oetinger, Thienemann-Esslinger Verlag und der Arena Verlag. Sie zeichnete für verschiedene Autorinnen, darunter Isabel Abedi, Sabine Praml und Cornelia Neudert.